# Беллари (округ)
Белла́ри (канн. ಬಳ್ಳಾರಿ; англ. Bellary) — округ в индийском штате Карнатака. Административный центр — город Беллари. Площадь округа — 8450 км². По данным всеиндийской переписи 2001 года население округа составляло 2 027 140 человек. Уровень грамотности взрослого населения составлял 57,4 %, что немного ниже среднеиндийского уровня (59,5 %). Доля городского населения составляла 34,9 %.